# Windle (azienda)
Windle era un'azienda britannica produttrice di sidecar usati per competizioni di corsa su strada. L'azienda fu fondata da Terry Windle e fornì sia telai monoscocca di Formula 1 che tubolari di Formula 2 per l'uso dalle corse a livello di club fino al campionato del mondo incluso. Dopo cinque vittorie nel campionato del mondo tra il 1977 con George O'Dell e il 2002 con Steve Abbott, Terry Windle decise di ritirarsi nel 2008 e morì nel 2015. Il nome è stato ripreso da D&D Sidecars, azienda che però produce solo sidecar tubolari di Formula 2.

## Palmares
I sidecar di Windle vinsero le seguenti edizioni del Campionato mondiale velocità Sidecar:
- 1977 George O'Dell/ Kenny Arthur/ Cliff Holland - Windle/Yamaha TZ 500
- 1980 Jock Taylor/ Benga Johansson - Windle/Yamaha TZ 500
- 1995 Darren Dixon/ Andy Hetherington - Windle ADM 500
- 1996 Darren Dixon/ Andy Hetherington - Windle ADM 500
- 2002 Steve Abbott/ Jamie Biggs - Windle/Yamaha FZR1000 EXUP